# Horcajo de Montemayor (kommun)
Horcajo de Montemayor är en kommun i Spanien.   Den ligger i provinsen Provincia de Salamanca och regionen Kastilien och Leon, i den centrala delen av landet, 180 km väster om huvudstaden Madrid. Antalet invånare är 162.